# Arsenal Naval de Sasebo

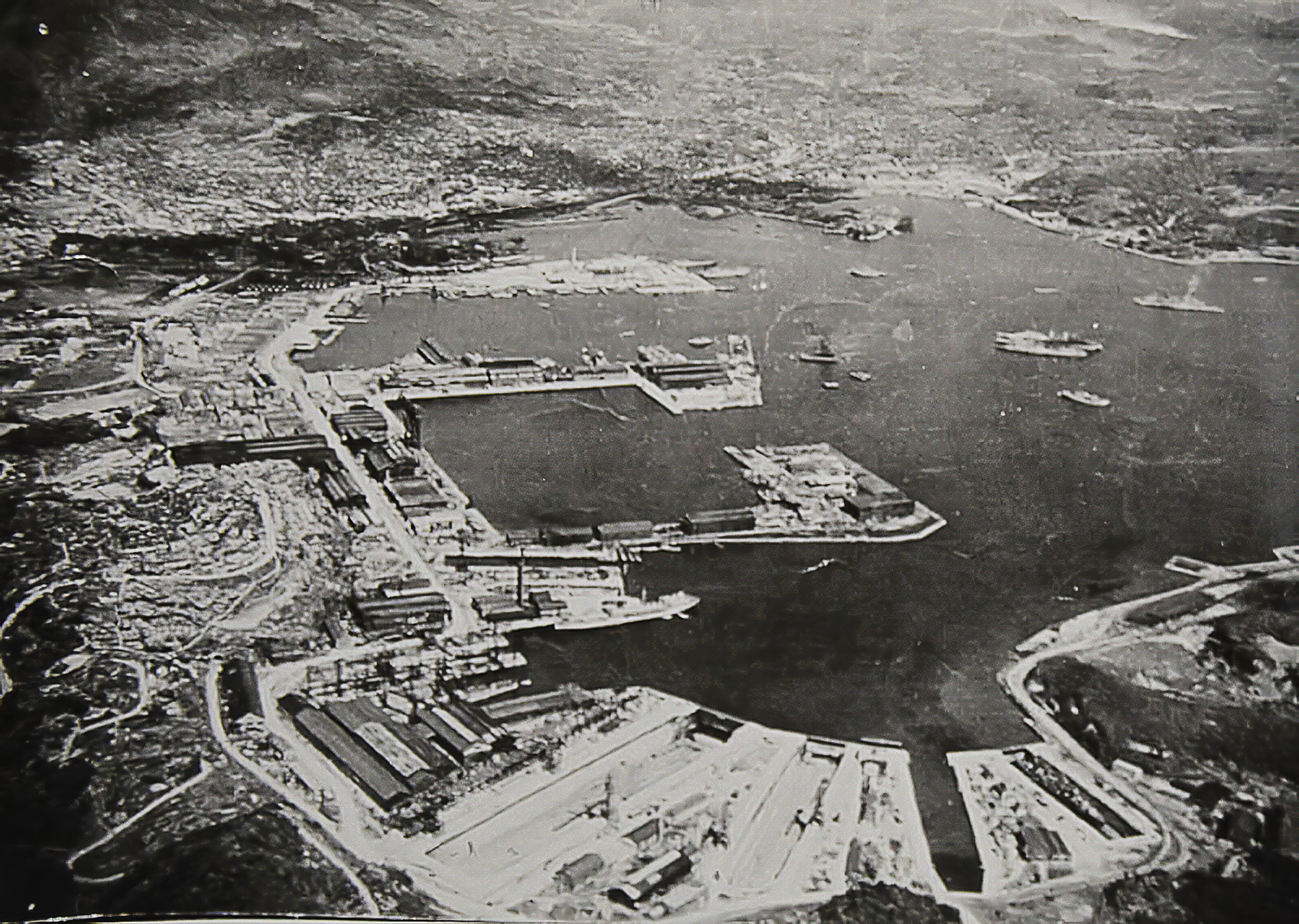
Arsenal Naval de Sasebo (c. 1920-1930)

El  Arsenal Naval de Sasebo (佐世保海軍工廠, Sasebo kaigun kōshō?) (literalmente Arsenal de la Armada de Sasebo) fue uno de cuatro principales astilleros pertenecientes y operados por la Armada Imperial Japonesa.

## Historia

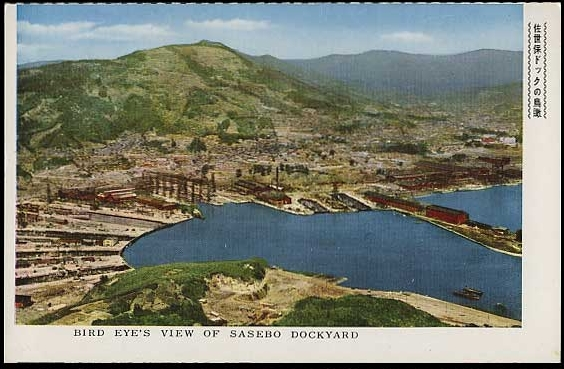
Postal conmemorativa del Arsenal de Sasebo c. 1930

En 1866 se estableció en Sasebo, Nagasaki, el Distrito Naval de Sasebo, uno de los tres distritos navales a cargo de la defensa de las islas metropolitanas de Japón. Tras la creación de la base naval, se construyeron instalaciones de reparación de buques en 1889 y un dique seco. Cuando en 1897 se añadieron equipamiento e instalaciones para la construcción de buques, se establecieron oficialmente los Astilleros de Sasebo, que cambiaron de nombre a Arsenal de Sasebo en 1903. La construcción del arsenal fue supervisada por el ingeniero francés Louis-Émile Bertin.
En 1913 fue instalada una grúa de 250 toneladas y se ampliaron las instalaciones para poder construir grandes buques de guerra. Debido a las restricciones impuestas por el Tratado Naval de Washington (1922) se suspendieron las actividades del Arsenal de Maizuru, donde se diseñaban y probaban prototipos de nuevos tipos de destructores y torpederos. Esas funciones fueron asumidas por el Arsenal de Sasebo. Así mismo, las instalaciones de Sasebo fueron empleadas para la conversión de los acorazados Akagi y Kaga en portaviones.
En su momento de mayor actividad, durante la Segunda Guerra Mundial, había 50.000 personas trabajando en el Arsenal de Sasebo, construyendo y reparando destructores, cruceros ligeros, submarinos y otros buques. El 21er Arsenal Aeronáutico de la Armada (第２１海軍航空廠 Dai-Nijūichi Kaigun Kōkūshō), que se estableció conjuntamente en Sasebo y Omura, produjo un total de 966 aeronaves. Las instalaciones en Sasebo se usaron para reparar los acorazados Yamato y Musashi durante la guerra del Pacífico.
Después de la rendición de Japón, el 22 de septiembre de 1945, la 5ª división de marines desembarcó en Sasebo y, en junio de 1946, se estableció formalmente la Base Naval de Sasebo (United States Fleet Activities Sasebo) en una parte del Arsenal de Sasebo, mientras que el resto del antiguo arsenal fue cedido a actividades civiles, estableciéndose el 1 de octubre de 1946 la compañía 佐世保船舶工業 (Sasebo Senpaku Kōgyō) (Industrias Navales de Sasebo), que cambiaría de nombre a 佐世保重工業 (Sasebo Jūkōgyō) (Industrias Pesadas de Sasebo), popularmente conocida como SSK.
En mayo del año 2014, la compañía Astilleros Namura absorbió Astilleros Sasebo mediante un intercambio de acciones, que pasó a convertirse en filial de aquella en octubre del mismo año.